# Capela do Senhor dos Aflitos (Lamarosa)
A Capela do Senhor dos Aflitos, um pequeno templo de planta hexagonal, é uma notável obra arquitetónica do século XVII. Pertence à Quinta da Lamarosa, junto aos campos do rio Mondego, no concelho de Coimbra.
Apresenta pilastras de canto dóricas que sustentam um entablamento, um ático e uma cúpula hexagonal revestida de azulejos e encimada por um pináculo de pedra. Há arcos inscritos em cada uma das faces, mas hoje apenas o arco de entrada está aberto, emoldurado pelo portal da capela.
As intervenções no final do século XVIII incluíram um novo retábulo, painéis de azulejos no interior e pinturas no teto, representando emblemas da Paixão de Cristo. As duas cruzes de pedra que ladeiam a capela também datam dessa época.
O(s) arquiteto(s) e os patronos desta obra arquitetónica são desconhecidos. A capela pode ser integrada a uma série de pequenas capelas deste tipo, dos séculos XVI, XVII e XVIII, existentes em Portugal (capelas de Nossa Senhora da Encarnação em Vila da Feira, de S. Gonçalo em Aveiro e de Nossa Senhora das Areias em São Jacinto) e no Brasil (capelas da Casa de Garcia de Ávila na Bahia e de São Gonçalo do Engenho Una na Paraíba).
A estrutura data, aparentemente, do terceiro quartel do século XVII, mas sofreu grandes alterações no final do século XVIII, antes da sua (re)instituição como capela em 1800. Assim sendo, é plausível que tenha sido originalmente erguida como um baldaquino que albergaria uma cruz de pedra no seu centro. Neste sentido, é também plausível que todos os arcos preenchidos estivessem originalmente abertos — como sugere a visita ao local. A estátua remanescente de Cristo Ressuscitado estaria sobre um altar encostado à parede posterior de uma capela primitiva, com todos os lados abertos, exceto um.